# طاسی منطقه‌ای
طاسی منطقه‌ای یا کچلی سکه‌ای (در متون طب سنتی داء الثعلب) یا آلوپِسیا آره‌آتا یا آلوپِسی آرِئاتا (alopecia areata) نام عام کاهش موی سر یا هر قسمت از بدن به هر علت است.
آلوپسیا آره آتا یا طاسی منطقه‌ای بیماری است که با آغاز سریع ریزش مو در یک منطقه کاملاً مشخص و معمولاً مدور تشخیص داده می‌شود. اکثریت بیماران زیر ۶۰ سال سن دارند و هیچ یافته دیگری به همراه ندارند. علت این بیماری می‌تواند اختلالات سیستم ایمنی مانند کم خونی ایمنی، التهاب تیروئید، دیابت و… باشد. اغلب در این بیماری فولیکول‌های مو در نتیجه حمله اشتباه توسط سیستم دفاعی بدن شخص آسیب می‌بیند و مانع از رشد مو می‌شود که این بیماری به عنوان یک بیماری ناشی از اختلالات سیستم دفاعی بدن شناخته شده‌است.
طاسی موضعی یک اختلال خودایمن شایع و ریزش موی غیرقابل پیش‌بینی است. این اختلال ۶٫۸ میلیون نفر در ایالت متحده را درگیر کرده‌است. در بیشتر موارد، موها در مقیاس کوچکی شروع به ریزش می‌کنند. برای بیشتر افراد، ریزش مو چیزی بیشتر از چند حفرهٔ ریخته شده نیست اما در برخی موارد دیگر می‌تواند شدید تر باشد. برخی مواقع، می‌تواند سبب ریزش کامل موی پوست سر شود یا در موارد شدید سبب ریزش موی بدن می‌شود. شرایط ایجاد شده می‌تواند تحت تأثیر سن و جنس هرکس باشد، به نظر می‌رسد که بیشتر موارد در سنین کمتر از ۳۰ سال رخ می‌دهد.

## پیدایش
طاسی موضعی اغلب به‌طور ناگهانی ایجاد شده و تنها در مدت چند روز پیشروی می‌کند. شواهد علمی کمی نشان می‌دهد که این اختلال می‌تواند در نتیجهٔ اضطراب ایجاد شده باشد. افراد مبتلا به طاسی موضعی که تنها مقدار کمی از ریزش مو را دارند، اغلب به‌طور خودبه خودی به‌طور کامل بهبود می‌یابند بدون اینکه نیازی به درمان داشته باشند. تا کنون درمانی قطعی برای این اختلال یافت نشده‌است.

## علایم شایع
ریزش ناگهانی موها در یک منطقه دایره‌ای با حاشیه کاملاً مشخص. هیچ دردی وجود ندارد. پوست کاملاً صاف و نرمال است. هیچ خارشی وجود ندارد.

## شیوع
گفته می‌شود از هر ۵ نفر مبتلا به این اختلال، یک نفر دارای سابقهٔ بیماری در خانواده می‌باشد. این بیماری به‌طور کلی حدود ۲٪ از کل جمعیت را که تنها بیشتر از ۵ میلیون نفر آن‌ها در ایالات متحده هستند را دربر می‌گیرد. معمولاً این بیماری پوستی غیرقابل پیش‌بینی و دوره‌ای می‌باشد. در هر زمان ممکن است مو مجدد شروع به رشد یا ریزش کند و دوره این بیماری در هر فردی متفاوت است.

## درمان
در حال حاضر به‌طور خاص درمانی برای طاسی موضعی یافت نشده، اگرچه برخی درمان‌ها توسط پزشکان برای رشد مجدد موها پیشنهاد می‌شود. معمول‌ترین درمان برای طاسی موضعی، مصرف کورتیکواستروئید می‌باشد، این ماده یک داروی ضدالتهاب قوی است که می‌تواند سیستم ایمنی را تقویت نماید. این دارو اغلب به صورت تزریق، پماد یا خوراکی تجویز می‌شود.
دیگر داروها که می‌تواند تجویز شود، هم می‌تواند رشد مو را تحریک کند یا سیستم ایمنی را تحریک کند، مانند مینوکسیدیل، آنترالین، SADBE و DPCP. اگرچه برخی از این داروها به رشد مجدد موها کمک می‌کنند، اما نمی‌توانند مانع ایجاد قسمت‌های طاس شوند.
استفاده از فوتوکموتراپی، توسط برخی مطالعات به اثبات رسیده و برای بیمارانی که نمی‌توانند از درمان‌های مهاجم یا سیستمیک استفاده کنند، به کار برده می‌شود. به علاوهٔ عوارض جانبی آن، مو تا حدودی نسبت به عناصر مقاوم می‌شود. افراد مبتلا به طاسی موضعی که کیفیت محافظت‌کنندگی موی خود را از دست داده‌اند، استفاده از کلاه آفتابی، عینک دودی برای محافظت از چشم‌ها، از سربندهایی مثل کلاه، کلاه گیس و روسری برای محافظت در برابر آفتاب گرم نگه داشتن سر پیشنهاد شده‌است.
استفاده از از پمادهایی درون بینی برای حفظ رطوبت و جلوگیری از ورود میکروارگانیسم‌هایی که به‌طور طبیعی به کمک موهای بینی جلوی ورودشان به درون بدن گرفته می‌شود.
طاسی موضعی نه باعث می‌شود که افراد به‌طور مستقیم بیمار شوند، و نه مسری است. اما می‌تواند از لحاظ روانی فرد را دچار تنش نماید. برای بسیاری افراد، طاسی موضعیی ک بیماری روانی است که سبب می‌شود لازم باشد فرد از جنبه‌های روانی نیاز به درمان داشته باشد، از آنجایی که موها به خودی خود در حال ریزش هستند. گروه‌های درمانی و حمایتی برای این افراد در دسترس هستند تا آن‌ها را از لحاظ فکری و احساسی آگاه نمایند، و برای آن‌ها واکنش‌های فیزیولوژیکی معمول بیماری را توضیح دهند. طاسی موضعی با ویتیلیگو، که یک بیماری خود ایمن پوستی است نیز در ارتباط است، که در این بیماری بدن به سلول‌های میلین دار حمله می‌کند و سبب سفید شدن آن‌ها می‌شود. تحقیقات نشان داده‌است که این دو بیماری ممکن است شرایط بیماری‌زایی مشابهی را ایجاد کنند، با انواع مشابهی از سلول‌های ایمنی و سیتوکاین‌هایی که بیماری را پیش می‌برند و فاکتورهای ژنتیکی معمول. هر نوع پیشرفتی در درمان یا پیشگیری این بیماری‌ها، ممکن است نتایج مشابهی داشته باشند. مدارکی وجود دارند که درمان طاسی موضعی به وسیلهٔ دیفنسیپرون، یک حساسگر پایدار است که سبب پیشرفت ویتیلیگو می‌شود.
مبتلایان به طاسی منطقه‌ای در یک سوم موارد خودبخود بهبود می‌یابند و نیازی به درمان ندارند ولی در موارد شدید می‌توان از داروهای کورتون (موضعی یا تزریق داخل جلدی)، ماینوکسیدیل، پووا تراپی و… استفاده کرد.
هرچند رایج‌ترین درمان استفاده از کورتون (به خصوص موضعی مانند پماد یا تزریق) است ولی کورتون موضعی مانند تریامسینولون را نباید به مقدار زیاد استفاده کرد چون کاهش بافت پوست و آتروفی آن را به دنبال دارد. برای پوست سر و ناحیه تناسلی، تنها از استروییدهای کم قدرت و بدون فلوئور استفاده می‌شود. اگر مناطق درگیر در این بیماری زیاد باشند، یا درگیری منتشر باشد یا مژه‌ها و ابروها درگیر باشند و همچنین اگر با حساسیت همراه باشد و… وخامت این بیماری بیشتر خواهد بود و ممکن است از کورتیکواستروئید خوراکی مانند پردنیزولون استفاده کرد.
پماد یا کرم آنترالین (Anthralin): درمان دیگر استفاده از پماد یا کرم آنترالین می‌باشد. آنترالین از مواد مصنوعی tar-like است که عموماً برای درمان بیماری پسوریازیس استفاده می‌شد. آنترالین روی نواحی بدون مو روزانه یکبار استعمال می‌شود و بعد از مدت کوتاهی معمولاً بین ۳۰ تا ۶۰ دقیقه بعد شسته می‌شود. اگر موی جدیدی رشد کرد، درمان بین ۸ تا ۱۲ هفته ادامه خواهد داشت. آنترالین، به‌طور موقتی بر روی پوست ایجاد سوزش کرده و پوست تحت درمان قهوه‌ای کم رنگ یا بی‌رنگ خواهد شد. پس از استعمال دست‌ها باید شسته شوند.
در موارد منتشر گاه نور شیمی درمانی با روش PUVA توصیه شود. در این روش ابتدا یک دارو داده می‌شود که پوست را به اشعه فرابنفش حساس می‌سازد، سپس یک مقدار مشخص و کنترل شده از اشعه فرابنفش تابانده می‌شود.
Topical Immunotherapy: در این روش از یک آلرژن تماسی قوی در ناحیه دچار ریزش مو استفاده می‌گردد. مکانیسم عمل این آلرژن به این صورت است که سیستم ایمنی درگیرکننده فولیکول‌های مو تمایل بیشتری به آن دارد. مشاهده شده با این روش تجمع لنفوسیت‌های تی در خون محیطی اطراف فولیکول‌های مو کاهش می‌یابد.
اولین ماده آلرژن که به این منظور به کاربرده شد (Dinitrochlorobenzene (DNCB بود که به دلیل عوارض سرطان زایی مشاهده شده دیگر بکار نمی‌رود. ماده دیگر (Squaric acid dibuthyl ester (SADBE می‌باشد که به دلیل عدم پایداری کمتر مورد استفاده قرار می‌گیرد. اما ترکیب برتر دیفن سیپرون (Diphencyprone) است که امروزه عمدتاً از آن برای ایمونوتراپی استفاده می‌شود. این ترکیب یک آلرژن تماسی قوی بوده که پایداری مناسب و عوارض کمتری از مواد پیشین دارد.

## بیماری‌زایی
در این بیماری گروهی از لنفوسیت‌های تی که جزئی از سیستم ایمنی بدن می‌باشند به‌طور نابجا عمل می‌کند و به فولیکول‌های موی سر (ریشهٔ موها) حمله می‌کند و موادی را ترشح می‌کند که نهایتاً منجر به تخریب فولیکول‌های مو و ریزش موها می‌گردد.

## تحقیقات
تحقیقات ابتدایی در حیوانات نشان داد که کوئرستین، یک بیوفلاونوئید طبیعی است که در میوه‌ها و سبزیجات یافت می‌شود، می‌تواند علیه پیشرفت طاسی موضعی عمل کرده و به‌طور مؤثر سبب درمان ریزش مو شود. تحقیقات بیشتری لازم است، شامل یک پروژهٔ بالینی انسانی تا بتوان کوئرستین را به عنوان درمان طاسی موضعی معرفی کرد.